# الشرقاية
قرية الشرقاية هي إحدى القرى التابعة لمركز كفر صقر في محافظة الشرقية في جمهورية مصر العربية. حسب إحصاءات سنة 2006، بلغ إجمالي السكان في الشرقاية 9847 نسمة، منهم 5163 رجل و4684 امرأة.